# Ekrem Kahya
Ekrem Kahya (Den Haag, 9 februari 1978) is een Turks-Nederlandse voormalig profvoetballer die als middenvelder onder andere bij VVV-Venlo en ADO Den Haag speelde. Na zijn spelersloopbaan werd hij voetbaltrainer.
Hij speelde na zijn profloopbaan tot de zomer van 2012 voor HBS-Craeyenhout en werd daar jeugdtrainer en later bij ADO Den Haag. Hij was assistent-trainer bij het eerste team onder Henk Fraser en Alfons Groenendijk. In 2017 werd hij jeugdtrainer bij Altınordu SK.

## Profstatistieken
| seizoen | club            | land      | competitie     | wed. | goals |
| ------- | --------------- | --------- | -------------- | ---- | ----- |
| 1996/97 | ADO Den Haag    | Nederland | Eerste divisie | 3    | 0     |
| 1997/98 | ADO Den Haag    | Nederland | Eerste divisie | 21   | 0     |
| 1998/99 | ADO Den Haag    | Nederland | Eerste divisie | 18   | 0     |
| 1999/00 | ADO Den Haag    | Nederland | Eerste divisie | 32   | 1     |
| 2000/01 | ADO Den Haag    | Nederland | Eerste divisie | 18   | 0     |
| 2001/02 | ADO Den Haag    | Nederland | Eerste divisie | 27   | 0     |
| 2002/03 | Denizlispor     | Turkije   | Süper Lig      | 15   | 0     |
| 2003/04 | Go Ahead Eagles | Nederland | Eerste divisie | 33   | 1     |
| 2004/05 | FC Dordrecht    | Nederland | Eerste divisie | 34   | 5     |
| 2005/06 | FC Dordrecht    | Nederland | Eerste divisie | 13   | 0     |
| 2006/07 | VVV-Venlo       | Nederland | Eerste divisie | 23   | 1     |
| 2007/08 | VVV-Venlo       | Nederland | Eredivisie     | 24   | 1     |
| 2008/09 | ADO Den Haag    | Nederland | Eredivisie     | 30   | 6     |
| Totaal  | Totaal          | Totaal    | Totaal         | 291  | 15    |